# MHV Evergreen
MHV Evergreen is een Nederlandse hockeyclub uit Maassluis.
De vereniging werd in augustus 1971 opgericht door twee personen. Aanvankelijk werd er op de zondagen een veld en clubruimte gehuurd van voetbalvereniging Excelsior Maassluis. Al vrij snel bleek dat hockey en voetbal op een veld niet samen gaat. Een jaar later kreeg Evergreen van de gemeente een veld toegewezen aan de Merellaan. Sindsdien kan Evergreen deelnemen aan de competitie.